# Marcin Ziółkowski (inżynier)
Marcin Ziółkowski (ur. 4 listopada 1977) – polski inżynier, doktor habilitowany nauk technicznych.

## Życiorys
W 2001 r. ukończył studia elektroniki i telekomunikacji w Politechnice Szczecińskiej, w 2006 r. obronił pracę doktorską, w 2012 r. otrzymał stopień doktora habilitowanego. Pracuje w Zachodniopomorskim Uniwersytecie Technologicznym w Szczecinie.